# معاهدة فونتينبلو (1807)
معاهدة فونتينبلو
تم التوقيع على معاهدة فونتينبلو في 27 أكتوبر عام 1807 في المدينة الفرنسية فونتينبلو بين ممثلي الوزير المفوض مانويل جودوي، التابع لملك إسبانيا كارلوس الرابع، ونابليون بونابرت، إمبراطور فرنسا. نصت المعاهدة علي الغزو العسكري الفرنسي الإسباني للبرتغال -التي كانت متحدة مع إنجلترا أنذاك- والسماح للقوات الفرنسية بالمرور من خلال الأراضي الإسبانية، وهذا ما سبق الغزو الفرنسي لاحقا لشبه الجزيرة الإيبيرية وحرب الاستقلال الإسبانية.

## تاريخ
في عام 1807، أصدر نابليون مرسوم الحصار القاري والذي ينص على حظر تجارة المنتجات البريطانية في أوروبا، وذلك بعد فشل محاولته في غزو بريطانيا العظمي.
رفضت البرتغال وهي حليفة إنجلترا قديما الإذعان لذلك المرسوم مما أدى إلي قرار نابليون بغزوها. وبهذا فهو يحتاج لنقل قواته البرية هناك.
في 27 أكتوبر عام 1807، وقع مانويل جودوي، نصير كارلوس الرابع، وممثله المفوض، وعضو مجلس الدولة والحرب إيوخينيو اثكيردا، مع جيرارد دوروك، ممثل نابليون، معاهدة فونتينبلو والتي نصت علي الغزو العسكري المشترك الفرنسي الإسباني للبرتغال، والسماح بمرور القوات الفرنسية خلال الأراضي الإسبانية.

## المعاهدة
بموجب المعاهدة، بعد أن تم غزو البرتغال، سيتم تقسيمها إلى ثلاث مناطق، الشمال(أوبورتو-وإنتر-منيهو ودورو)، يتم تسليمهم باسم المملكة الشمالية لوسيتانيا لملك إتروريا السابق، كارلوس لويس(كارلوس الثاني الإيتروري)، ابن شقيق فيرناندو السابع، تعويضا عن الأراضي الإيطالية التي سُلمت لنابليون. والاحتفاظ بالمنطقة الوسطى(بيرا وتراس-اوس-مونتس واكستريمادورا البرتغالية)لمانويل جودوي وعائلته كإمارة للغربيين. أما فيما يتعلق بالمستعمرات تم ترك تقسيمها بين فرنسا وأسبانيا لاتفاق لاحق.

## النتائج

### الغزو الفرنسي الإسباني للبرتغال
خلال بضعة أيام، نجحت قوات الشمال الإسبانية في دخول المدينة البرتغالية فالنسيا، وقامت بالاستيلاء على أوبورتو والجنوب، بداية من بطليوس ووصلت إلى سيتوبال، علي الجانب الآخر، قام جيش الحملات الفرنسية بقيادة الجنرال أندوتش چنوت بعبور نهر بيداسوا في 18 أكتوبر عبر أسبانيا وذلك العبور لم يخلو من بعض الحوادث، أيضا قام بعبور الحدود البرتغالية عبر القنطرة في 20 نوفمبر ودخول لشبونة في 30 نوفمبر. قبل يوم واحد من تلك الأحداث، قامت العائلة المالكة البرتغالية برئاسة الأمير ريجينت، جواو السادس مستقبلا، بالإضافة إلى خمسة ألاف شخص، بالاتجاه نحو البرازيل، كما حددت المحكمة حتي 1821.

#### بداية الاحتلال الفرنسي لإسبانيا
أصبح وجود القوات الفرنسية في إسبانيا في ارتفاع مستمر فبدأ الشعب في ملاحظته كشئ يهدد أمنه، فبدلا من مواصلة التحرك نحو البرتغال قاموا باحتلال مواقع مختلفة مثل برغش وسالامانكا (إسبانيا) وبنبلونة وسان سيباستيان وبرشلونة وفيغيراس، بدون أي التزام ببنود المعاهدة.
بلغ عدد إجمالي الجنود الفرنسيين في إسبانيا نحو 65.000 جندي، حيث سيطروا علي الاتصالات ليس فقط مع البرتغال، ولكن أيضا مع مدريد، وكذلك مع الحدود الفرنسية.
لا يستبعد بعض الكتاب وجود معاهدة سرية، ولذلك ليس هناك أي دليل، وهذا ما يعرفه مانويل جودوي مسبقا أنه وفقا لخطط الإمبراطور فإن 100.000 جندي فرنسي قاموا باحتلال إسبانيا. ومع ذلك هذا الاحتلال الودي انتهي بقلق جودوي شخصيا. في مارس 1808، قامت العائلة المالكة بالتراجع إلى بلدة آرانخويث وذلك تجنبا لحدوث الأسوأ، وإذا لزم الأمر سيستمروا في مواصلة الطريق نحو الجنوب، ثم نحوإشبيلية، ثم نحو قادس، وأخيرا النزول في أمريكتان كما فعل الأمير ريجنت البرتغالي.

##### أزمة النظام الملكي وبداية الحرب
في 17 مارس عام 1808، حدث تمرد آرانخويث مما أدى إلى سقوط جودوي، وتنازل كارلوس الرابع عن العرش لفيرناندو السابع. في 23 مارس تم احتلال مدريد بواسطة القوات الفرنسية بقيادة المارشال يواكيم مورات، والذي استقبله فيرناندو كحليف، والذي لا يزال آملا في أن نابليون سيفي بمعاهدة فونتينبلو. ولكن الإمبراطور كان قد حذر من أن هناك فراغ واضح من السلطة السياسية في إسبانيا، إذ أن كلا من كارلوس وفيرناندو قد أتوا إليه طالبين منه الدعم لمطالبهم الخاصة، وعليه فإنه يجب أن تضاف تلك الميزة العسكرية التي منحها احتلال أماكن كثيرة إسبانية بواسطة القوات الاستعمارية ورحيل القوات الإسبانية إلى البرتغال. بعد استدعاء الأب وابنه إلى بايون، حيث وصل فيرناندو في 20 إبريل(تاركا في مدريد ممثلا له لحضور اجتماع الحكومة)، في 30 إبريل حصل من والديه، كارلوس الرابع وماريا لويسا دي بارما على التنازل لصالحه، بعد ذلك في 5 مايو تنازل عن الولاية لأخيه جوزيف بونابرت.
لذلك حدثت انتفاضة 2 مايو 1808 في مدريد ضد الاحتلال الفرنسي للبلاد، والتي تعتبر شرارة البداية لما عرف بعد ذلك بحرب الاستقلال الإسبانية.